# 皇家園林
皇家園林、王室园林或御花园，是指屬於君主（皇帝、国王）及其家族（皇室、王室）的園林。由於君主擁有雄厚的资财，因此皇家園林經營規模宏大，氣勢恢宏，建築裝修都富麗堂皇。御花园一般指皇宫的附属花园，相对独立的皇家园林也可称为“御苑”。
不過，由於歷代王朝更替、戰火及天災，很多早期的皇家園林早已成為廢墟，但现代人仍能從保存下來的有限皇家園林及相關遺跡中，研究皇家園林藝術的水平。

## 中国
先秦时期，君主和诸侯的园林称苑囿。《山海经》有关黄帝苑囿的内容被认为可能是中国最早苑囿的纪录。西周时，苑囿基本为自然状态。苑囿规模，“天子百里，诸侯四十里”。孟子有“文王之囿方七十里”，“寡人（齊宣王）之囿方四十里”之说。当代研究者指出，当时苑囿的功能主要是以生产、田猎、祭祀为主。到春秋战国时期，各诸侯国兴建台苑式苑囿。苑囿功能发展到与列国王室生活、处理正事、教育与践行等:6。
秦灭六国之战后，秦朝构建大一统王朝。在修建苑囿时，追求“象天法地”、城苑一体的皇家园林:6。